# Halálozások 2003-ban
Ez a szócikk a 2003-as évben elhunyt nevezetes személyeket sorolja fel.

## Ismeretlen hónap
| Dátum          | Név           | Foglalkozás / tisztség         | Kor | Forrás |
| -------------- | ------------- | ------------------------------ | --- | ------ |
| Ismeretlen nap | Doris Kermack | brit paleontológus             | 080 | –      |
| Ismeretlen nap | Uehara Misza  | japán színésznő (Rejtett erőd) | 066 |        |

## December
| Dátum        | Név                        | Foglalkozás / tisztség                                                    | Kor | Forrás          |
| ------------ | -------------------------- | ------------------------------------------------------------------------- | --- | --------------- |
| december 31. | Kárpáti Béla               | válogatott labdarúgó, hátvéd, edző                                        | 074 |                 |
| december 31. | Paula Raymond              | amerikai színésznő és modell                                              | 079 |                 |
| december 31. | Dorothy Helen Rayner       | brit geológus                                                             | 091 | –               |
| december 30. | Hukwe Zawose               | tanzániai zenész                                                          | 0?  |                 |
| december 28. | Helen Kleeb                | amerikai színésznő                                                        | 096 |                 |
| december 27. | Alan Bates                 | angol színész (Gosford Park)                                              | 069 |                 |
| december 26. | Zalabai Zsigmond           | szlovákiai magyar kritikus, irodalomtörténész, egyetemi oktató            | 055 |                 |
| december 20. | Maszelka János             | erdélyi magyar képzőművész                                                | 074 |                 |
| december 19. | Hope Lange                 | amerikai színésznő (Bosszúvágy) (Kék bársony)                             | 070 |                 |
| december 14. | Jeanne Crain               | amerikai színésznő                                                        | 078 |                 |
| december 12. | Heydər Əliyev              | azeri politikus, a KGB egykori vezérőrnagya, Azerbajdzsán harmadik elnöke | 080 |                 |
| december 10. | Jeszenszky László          | atléta, akadályfutó, sportvezető                                          | 076 |                 |
| december 8.  | Bányai Nándor              | válogatott labdarúgó, balfedezet, edző                                    | 075 |                 |
| december 8.  | Kiss Tamás                 | József Attila-díjas költő                                                 | 091 |                 |
| december 7.  | Barta Barri                | szül. Barta Barnabás, magyar származású spanyol színész                   | 092 |                 |
| december 6.  | Carlos Manuel Arana Osorio | guatemalai politikus, államelnök (1970–1974)                              | 085 |                 |
| december 4.  | Angyal János               | humorista, újságíró                                                       | 062 | [ halott link ] |
| december 4.  | Lemhényi Dezső             | vízilabdázó                                                               | 085 |                 |
| december 3.  | Ellen Drew                 | amerikai színésznő                                                        | 089 |                 |
| december 3.  | David Hemmings             | angol színész (Nagyítás, Gladiátor)                                       | 062 |                 |
| december 1.  | Fernando Di Leo            | olasz forgatókönyvíró, filmrendező                                        | 071 |                 |

## November
| Dátum        | Név                         | Foglalkozás / tisztség                                                                                       | Kor | Forrás |
| ------------ | --------------------------- | --- | --- | ------ |
| november 30. | Gertrude Ederle             | olimpiai bajnok (1924) amerikai úszó                                                                         | 097 |        |
| november 29. | Meggyes László              | festő | 075 | –      |
| november 29. | Donald O'Brien              | francia színész (Zombi holokauszt, A rózsa neve)                                                             | 073 |        |
| november 28. | Palócz László               | operaénekes                                                                                                  | 082 |        |
| november 25. | Jacques François            | francia színész (Félénk vagyok, de hódítani akarok, Marakodók)                                               | 083 |        |
| november 24. | Lúaj al-Ataszí              | szíriai politikus, elnök (1963)                                                                              | 077 | –      |
| november 24. | Horn Artúr                  | mezőgazdasági mérnök                                                                                         | 092 |        |
| november 24. | Warren Spahn                | amerikai baseballozó                                                                                         | 082 |        |
| november 22. | Mario Beccaria              | olasz politikus                                                                                              | 083 | –      |
| november 20. | David Dacko                 | közép-afrikai politikus, miniszterelnök (1959–1960), államelnök (1960–1966 és 1979–1981))                    | 073 | –      |
| november 18. | Michael Kamen               | amerikai zeneszerző, filmzeneszerző, karmester                                                               | 055 |        |
| november 17. | Don Gibson                  | amerikai dalszerző, country-énekes                                                                           | 075 |        |
| november 15. | Farkas Tibor                | Széchenyi-díjas biokémikus, sejtbiológus, hidrozoológus, a biológiai tudományok doktora, az MTA rendes tagja | 075 | –      |
| november 12. | Jonathan Brandis            | amerikai színész                                                                                             | 027 |        |
| november 11. | Paul Janssen                | belga orvos, farmakológus                                                                                    | 077 |        |
| november 11. | Miquel Martí i Pol          | spanyol-katalán költő, író, műfordító                                                                        | 074 |        |
| november 10. | Canaan Banana               | Zimbabwe első elnöke (1980–87)                                                                               | 067 |        |
| november 9.  | Art Carney                  | Oscar-díjas, Golden Globe-díjas és hatszoros Emmy-díjas amerikai színész, komikus                            | 085 |        |
| november 9.  | Mario Merz                  | olasz képzőművész                                                                                            | 078 | –      |
| november 6.  | Crash Holly                 | WWE bajnok amerikai professzinális birkózó                                                                   | 032 |        |
| november 6.  | Eduardo Palomo              | mexikói színésznő és énekesnő                                                                                | 041 |        |
| november 5.  | František Velecký           | szlovák színész                                                                                              | 069 |        |
| november 4.  | Rachel de Queiroz           | brazil író, újságíró                                                                                         | 092 |        |
| november 3.  | Derk Bodde                  | amerikai sinológus, történész                                                                                | 094 | –      |
| november 3.  | Raszul Gamzatovics Gamzatov | avar nyelvű dagesztáni író, költő, műfordító, politikus                                                      | 080 |        |
| november 3.  | Szemes Marianne             | Balázs Béla-díjas filmrendező                                                                                | 079 |        |
| november 2.  | Xela Arias                  | spanyol-galiciai költő, műfordító                                                                            | 041 | –      |
| november 1.  | Josimura Daisiró            | japán válogatott labdarúgó                                                                                   | 056 | –      |

## Október
| Dátum       | Név                      | Foglalkozás / tisztség                                                    | Kor | Forrás |
| ----------- | ------------------------ | ------------------------------------------------------------------------- | --- | ------ |
| október 29. | Hal Clement              | amerikai író                                                              | 080 |        |
| október 28. | Joan Perucho             | spanyol-katalán költő, író. kritikus                                      | 082 |        |
| október 26. | Elem Germanovics Klimov  | orosz filmrendező                                                         | 070 | –      |
| október 23. | Szung Mej-ling           | Csang Kaj-sek felesége                                                    | 105 |        |
| október 21. | Elliott Smith            | amerikai énekes, dalszövegíró, zenész                                     | 034 | –      |
| október 21. | Zimán Vitályos Magda     | erdélyi magyar iparművész, textilművész                                   | 061 | –      |
| október 20. | Jack Elam                | amerikai színész (Kaktusz Jack)                                           | 082 |        |
| október 19. | Alija Izetbegović        | bosnyák politikus                                                         | 078 |        |
| október 18. | Nello Pagani             | olasz motorkerékpár- és autóversenyző                                     | 092 | –      |
| október 17. | Janice Rule              | amerikai színésznő                                                        | 072 |        |
| október 17. | Manuel Vázquez Montalbán | spanyol-katalán író                                                       | 064 |        |
| október 16. | Papp László              | olimpiai bajnok ökölvívó                                                  | 077 |        |
| október 14. | Moktar Úld Daddah        | mauritániai politikus, miniszterelnök (1957–1961), államelnök (1960–1978) | 078 |        |
| október 13. | Bertram Brockhouse       | Nobel-díjas kanadai fizikus                                               | 085 |        |
| október 11. | Borsányi György          | válogatott labdarúgó                                                      | 070 | –      |
| október 8.  | Vilko Novak              | magyarországi születésű szlovén etnológus, nyelvész, történész            | 094 | –      |
| október 5.  | Neil Postman             | amerikai író                                                              | 072 |        |
| október 1.  | Zbigniew Lengren         | lengyel grafikus, illusztrátor, karikaturista                             | 084 |        |

## Szeptember
| Dátum          | Név                     | Foglalkozás / tisztség                                   | Kor | Forrás |
| -------------- | ----------------------- | -------------------------------------------------------- | --- | ------ |
| szeptember 30. | Robert Kardashian       | amerikai ügyvéd és üzletember                            | 059 |        |
| szeptember 28. | Althea Gibson           | amerikai teniszező és golfozó                            | 076 |        |
| szeptember 28. | Elia Kazan              | amerikai rendező                                         | 094 |        |
| szeptember 27. | Jean Lucas              | francia autóversenyző                                    | 086 | –      |
| szeptember 27. | Donald O’Connor         | amerikai színész és táncos (Ének az esőben)              | 078 | –      |
| szeptember 26. | Robert Palmer           | angol énekes, gitáros, basszusgitáros, billentyűs, dobos | 054 | –      |
| szeptember 25. | Franco Modigliani       | Nobel-díjas olasz-amerikai közgazdász                    | 085 |        |
| szeptember 25. | Edward Said             | palesztin származású amerikai publicista                 | 067 |        |
| szeptember 22. | Gordon Jump             | amerikai színész                                         | 071 |        |
| szeptember 22. | Wolfgang Peters         | nyugatnémet válogatott német labdarúgó                   | 074 |        |
| szeptember 20. | Tom Busby               | kanadai színész ('A piszkos tizenkettő)                  | 067 |        |
| szeptember 20. | Gordon Mitchell         | amerikai testépítő és színész                            | 077 |        |
| szeptember 16. | Sheb Wooley             | amerikai színész, énekes                                 | 082 |        |
| szeptember 12. | Johnny Cash             | amerikai zenész                                          | 071 |        |
| szeptember 11. | Anna Lindh              | svéd politikus, külügyminiszter                          | 046 |        |
| szeptember 11. | John Ritter             | amerikai komikus, színész                                | 054 |        |
| szeptember 9.  | Teller Ede              | atomfizikus                                              | 095 |        |
| szeptember 8.  | Leni Riefenstahl        | német rendezőnő                                          | 101 |        |
| szeptember 4.  | Bánáthy Béla            | magyar származású amerikai rendszertudós                 | 083 |        |
| szeptember 4.  | Mario Monteforte Toledo | guatemalai író, szociológus, politikus                   | 091 |        |
| szeptember 4.  | Sion Segre Amar         | zsidó származású olasz író                               | 093 |        |
| szeptember 3.  | Alan Dugan              | Pulitzer-díjas amerikai költő                            | 080 |        |
| szeptember 2.  | Ptolemy Reid            | guyanai politikus, miniszterelnök (1980–1984)            | 085 |        |

## Augusztus
| Dátum          | Név                       | Foglalkozás / tisztség                                               | Kor | Forrás          |
| -------------- | ------------------------- | -------------------------------------------------------------------- | --- | --------------- |
| Ismeretlen nap | Maurice Ascalon           | magyarországi születésű izraeli szobrász, ipari formatervező         | 090 | –               |
| augusztus 31.  | Mario Onaindia            | baszk író, politikus                                                 | 055 |                 |
| augusztus 30.  | Charles Bronson           | amerikai színész                                                     | 081 |                 |
| augusztus 30.  | Donald Davidson           | amerikai filozófus                                                   | 086 |                 |
| augusztus 30.  | Pártos Géza               | rendező                                                              | 086 |                 |
| augusztus 29.  | Vladimír Vašíček          | cseh festőművész                                                     | 083 |                 |
| augusztus 28.  | Michel Constantin         | francia színész (Az arany bűvöletében)                               | 079 | [ 6 ]           |
| augusztus 27.  | Takács Paula              | magyar opera-énekesnő (szoprán)                                      | 089 | [ halott link ] |
| augusztus 24.  | Wilfred Thesiger          | brit katonatiszt, felfedező, író                                     | 093 |                 |
| augusztus 22.  | Imperio Argentina         | argentin-spanyol színésznő, énekesnő, táncosnő                       | 092 |                 |
| augusztus 21.  | Wesley Willis             | amerikai zenész                                                      | 040 |                 |
| augusztus 19.  | Carlos Roberto Reina      | hondurasi politikus, köztársasági elnök (1994–1998)                  | 077 |                 |
| augusztus 19.  | Aldo Zeoli                | argentin mérnök                                                      | 087 | –               |
| augusztus 18.  | Szász Endre               | festő, grafikus                                                      | 077 |                 |
| augusztus 16.  | Idi Amin Dada             | ugandai diktátor                                                     | 078 |                 |
| augusztus 16.  | Balázs Nándor             | fizikus                                                              | 077 | –               |
| augusztus 14.  | Tonk Sándor               | történész                                                            | 056 |                 |
| augusztus 13.  | Lothar Emmerich           | világbajnoki ezüstérmes nyugatnémet válogatott német labdarúgó, edző | 061 |                 |
| augusztus 12.  | Walter J. Ong             | amerikai jezsuita pap, nyelvész, vallástörténész, filozófus          | 090 |                 |
| augusztus 10.  | Bors István               | szobrászművész                                                       | 065 |                 |
| augusztus 9.   | Gregory Hines             | amerikai színész (Reneszánsz ember)                                  | 057 |                 |
| augusztus 9.   | Jacques Deray             | francia filmrendező (A medence)                                      | 074 |                 |
| augusztus 8.   | Martha Chase              | amerikai genetikus, biokémikus                                       | 075 |                 |
| augusztus 4.   | Frederick Chapman Robbins | Nobel-díjas amerikai orvos, virológus                                | 086 |                 |
| augusztus 4.   | James Welch               | amerikai író                                                         | 062 |                 |
| augusztus 3.   | Joseph Saidu Momoh        | Sierra Leone-i politikus, elnök (1985–1992)                          | 066 |                 |
| augusztus 1.   | Marie Trintignant         | francia színésznő                                                    | 041 |                 |

## Július
| Dátum      | Név                  | Foglalkozás / tisztség                                                          | Kor | Forrás |
| ---------- | -------------------- | ------------------------------------------------------------------------------- | --- | ------ |
| július 31. | Guido Crepax         | olasz képregényalkotó                                                           | 070 |        |
| július 30. | Alicia Lourteig      | argentin botanikus                                                              | 089 | –      |
| július 27. | Bob Hope             | amerikai komikus, színész                                                       | 100 |        |
| július 27. | Emmanuel Pelaez      | fülöp-szigeteki politikus, alelnök                                              | 087 | –      |
| július 27. | Szimcsák István      | válogatott labdarúgó                                                            | 070 |        |
| július 25. | John Schlesinger     | angol rendező                                                                   | 077 |        |
| július 24. | Ella Campbell        | új-zélandi botanikus, briológus                                                 | 092 | –      |
| július 23. | Cserháti Zsuzsa      | énekesnő                                                                        | 055 |        |
| július 19. | Maruchi Fresno       | spanyol színésznő                                                               | 087 |        |
| július 19. | Pierre Graber        | svájci politikus, a Szövetségi Tanács tagja (1970–1978), közben 1975-ben elnöke | 094 |        |
| július 19. | Kovács Mária         | színésznő                                                                       | 077 |        |
| július 17. | Grandpierre K. Endre | író, költő, történész, magyarságkutató                                          | 086 |        |
| július 17. | Gömbös Ferenc        | politikus, országgyűlési képviselő (1990-1994), Jánosháza polgármestere         | 059 |        |
| július 16. | Celia Cruz           | kubai-amerikai énekesnő                                                         | 077 |        |
| július 16. | Carol Shields        | Pulitzer-díjas amerikai-kanadai író                                             | 068 |        |
| július 15. | Roberto Bolaño       | chilei író, költő                                                               | 050 | –      |
| július 15. | Elisabeth Welch      | amerikai színésznő, énekesnő                                                    | 099 |        |
| július 14. | Janikovszky Éva      | Kossuth- és József Attila-díjas író                                             | 077 |        |
| július 13. | Compay Segundo       | kubai zenész                                                                    | 095 |        |
| július 13. | Zoltai Tibor         | amerikai-magyar geológus, mineralógus; az MTA tagja                             | 077 | –      |
| július 8.  | Lewis A. Coser       | amerikai szociológus                                                            | 089 | –      |
| július 6.  | Buddy Ebsen          | amerikai színész és táncos                                                      | 095 |        |
| július 5.  | N!xau                | busman színész (Az istenek a fejükre estek)                                     | 058 |        |
| július 4.  | André Claveau        | francia énekes, színész                                                         | 091 | –      |
| július 4.  | Barry White          | amerikai énekes, zeneszerző, producer                                           | 058 | –      |
| július 3.  | Sat-Okh              | sevanéz származású lengyel író                                                  | 083 | –      |
| július 1.  | Kotász Antal         | válogatott labdarúgó                                                            | 073 |        |

## Június
| Dátum      | Név                  | Foglalkozás / tisztség                                            | Kor | Forrás          |
| ---------- | -------------------- | ----------------------------------------------------------------- | --- | --------------- |
| június 30. | Balassa Péter        | esztéta, egyetemi tanár                                           | 056 | [ halott link ] |
| június 30. | Buddy Hackett        | amerikai színész                                                  | 078 |                 |
| június 29. | Katharine Hepburn    | Oscar-díjas amerikai színésznő                                    | 096 |                 |
| június 27. | Faragó "Judy" István | gitáros, zeneszerző                                               | 058 |                 |
| június 26. | Marc-Vivien Foé      | kameruni labdarúgó                                                | 028 |                 |
| június 23. | Sven Fahlman         | olimpiai és világbajnoki ezüstérmes svéd vívó                     | 088 |                 |
| június 21. | Leon Uris            | amerikai író                                                      | 079 |                 |
| június 17. | Knézy Jenő           | sportújságíró, sportriporter                                      | 058 |                 |
| június 12. | Gregory Peck         | Oscar-díjas amerikai színész                                      | 086 |                 |
| június 11. | Tomsits Rudolf       | trombitaművész, zeneszerző, főiskolai tanár                       | 057 |                 |
| június 9.  | Lomb Kató            | tolmács, fordító, nyelvzseni                                      | 094 |                 |
| június 9.  | German Szvesnyikov   | szovjet színekben versenyző olimpiai és világbajnok orosz tőrvívó | 066 |                 |
| június 7.  | Trevor Goddard       | angol ökölvívó és színész (Mortal Kombat)                         | 040 |                 |
| június 5.  | Zsemlyei János       | erdélyi magyar nyelvész, kutató, egyetemi tanár                   | 067 | –               |

## Május
| Dátum     | Név                 | Foglalkozás / tisztség                                         | Kor | Forrás |
| --------- | ------------------- | -------------------------------------------------------------- | --- | ------ |
| május 31. | Janine Bazin        | francia film- és televíziós producer                           | 080 |        |
| május 30. | Günter Pfitzmann    | német színész                                                  | 079 |        |
| május 29. | Károlyi Amy         | költő                                                          | 093 |        |
| május 28. | Oleg Makarov        | szovjet űrhajós                                                | 070 | –      |
| május 28. | Ilya Prigogine      | Nobel-díjas orosz kémikus                                      | 086 |        |
| május 28. | Martha Scott        | amerikai színésznő                                             | 090 |        |
| május 23. | Jean Yanne          | francia író, színész, rendező, producer                        | 069 |        |
| május 21. | Alejandro De Tomaso | argentin üzletember és autóversenyző                           | 074 | –      |
| május 19. | Johanna Budwig      | német gyógyszerész, biokémikus                                 | 094 | –      |
| május 17. | Varga László        | KDNP-s politikus, országgyűlési képviselő (1945-49, 1994-2002) | 092 |        |
| május 15. | June Carter Cash    | amerikai énekesnő, színésznő, táncosnő, dalszerző              | 073 |        |
| május 15. | Rik Van Steenbergen | belga kerékpárversenyző                                        | 078 | –      |
| május 14. | Wendy Hiller        | angol színésznő                                                | 090 |        |
| május 14. | Robert Stack        | amerikai színész (Golfőrültek 2.)                              | 084 |        |
| május 14. | Tófalvi Gyula       | Kossuth-díjas mérnök, a Magyar Űrkutatási Iroda igazgatója     | 075 |        |
| május 14. | Gennagyij Nyikonov  | orosz fegyvertervező                                           | 053 | –      |
| május 11. | Noel Redding        | angol zenész                                                   | 056 |        |
| május 10. | Óvári Miklós        | MSZMP-s politikus, országgyűlési képviselő                     | 078 |        |
| május 9.  | Nagy Norbert        | válogatott labdarúgó                                           | 033 |        |
| május 5.  | Graziela Barroso    | brazil botanikus                                               | 091 | –      |
| május 5.  | Walter Sisulu       | dél-afrikai apartheid-ellenes társadalmi aktivista             | 090 |        |
| május 3.  | Suzy Parker         | amerikai modell és színésznő                                   | 070 |        |
| május 2.  | Blaga Dimitrova     | bolgár írónő, költő, politikus, alelnök (1992–1993)            | 081 | –      |

## Április
| Dátum       | Név                   | Foglalkozás / tisztség                                                | Kor | Forrás |
| ----------- | --------------------- | --------------------------------------------------------------------- | --- | ------ |
| április 30. | Aureliano Chaves      | brazil politikus, alelnök (1979–1985)                                 | 074 | –      |
| április 30. | Horváth Tivadar       | színész, rendező                                                      | 083 |        |
| április 26. | Jun Hjonszok          | dél-koreai emberi jogi és civil aktivista, LMBT költő és író          | 018 |        |
| április 25. | Lynn Chadwick         | angol szobrász                                                        | 088 |        |
| április 22. | Mike Larrabee         | olimpiai bajnok (1964) amerikai atléta, rövidtávfutó                  | 069 | –      |
| április 21. | Nina Simone           | amerikai énekesnő, zongorista, emberjogi aktivista                    | 070 | –      |
| április 20. | Kató Daidzsiró        | japán motorversenyző                                                  | 026 | –      |
| április 20. | Bernard Katz          | Nobel-díjas német biofizikus                                          | 090 |        |
| április 20. | Richard Proenneke     | amerikai természetvédő                                                | 086 |        |
| április 18. | Edgar F. Codd         | angol matematikus, informatikus                                       | 079 |        |
| április 17. | Earl King             | amerikai énekes                                                       | 069 |        |
| április 17. | Kondó Kódzsi          | japán válogatott labdarúgó                                            | 030 | –      |
| április 17. | Muráti Lili           | színésznő                                                             | 091 |        |
| április 17. | Peter Cathcart Wason  | brit pszichológus                                                     | 078 |        |
| április 16. | Ivabucsi Iszao        | japán válogatott labdarúgó                                            | 069 | –      |
| április 13. | José Antonio Valverde | spanyol biológus, környezetvédő aktivista                             | 077 | –      |
| április 12. | Sydney Lassick        | amerikai színész (Az aligátor)                                        | 080 |        |
| április 9.  | Karl Stojka           | roma származású osztrák művész, a porajmos túlélője                   | 071 |        |
| április 9.  | Abraham Zabludovsky   | lengyel-zsidó származású mexikói építész és festő                     | 078 |        |
| április 9.  | Vera Zorina           | német származású norvég-amerikai színész, koreográfus és balettművész | 086 |        |
| április 8.  | Némethy Ferenc        | Jászai Mari-díjas színész, érdemes művész                             | 077 |        |
| április 8.  | Szász Imre            | író, műfordító                                                        | 076 |        |
| április 7.  | Jutta Hipp            | német dzsesszzongorista, festő, formatervező                          | 078 |        |
| április 6.  | Anita Borg            | amerikai informatikus                                                 | 054 | –      |
| április 6.  | Babatunde Olatunji    | nigériai zenész, társadalmi aktivista                                 | 075 |        |
| április 5.  | Nicole Loraux         | francia történész, antropológus                                       | 059 | –      |
| április 2.  | Terenci Moix          | spanyol-katalán író, újságíró                                         | 061 |        |
| április 1.  | Leslie Cheung         | hongkongi énekes és színész                                           | 046 |        |
| április 1.  | Marcel Ernzer         | luxemburgi kerékpárversenyző                                          | 077 |        |

## Március
| Dátum       | Név                         | Foglalkozás / tisztség                                                                     | Kor | Forrás |
| ----------- | --------------------------- | ------------------------------------------------------------------------------------------ | --- | ------ |
| március 31. | Anne Gwynne                 | amerikai színésznő                                                                         | 084 |        |
| március 31. | Tommy Seebach               | dán zenész, énekes, zeneszerző                                                             | 053 |        |
| március 31. | Eduardo Úrculo              | spanyol-baszk szobrász, festő, képregényrajzoló                                            | 064 |        |
| március 30. | Michael Jeter               | amerikai színész (A halászkirály legendája)                                                | 050 |        |
| március 29. | Horie Tadao                 | japán válogatott labdarúgó                                                                 | 089 | –      |
| március 29. | Szuhánszki János            | metodista lelkész                                                                          | 080 | –      |
| március 27. | Daniel Ceccaldi             | francia színész (Családi fészek)                                                           | 075 |        |
| március 27. | Paul Zindel                 | amerikai drámaíró, ifjúsági író                                                            | 067 |        |
| március 26. | Molnár Dániel               | sportriporter                                                                              | 058 |        |
| március 24. | Jan Just Bos                | olimpiai bronzérmes (1964) holland evezős, botanikus, és televíziós személyiség            | 063 |        |
| március 18. | Karl Kling                  | német autóversenyző                                                                        | 092 |        |
| március 16. | Lawrence H. Aller           | amerikai csillagász                                                                        | 089 |        |
| március 16. | Rachel Corrie               | amerikai békeaktivista                                                                     | 023 |        |
| március 14. | Ivan Rassimov               | olasz színész                                                                              | 074 |        |
| március 12. | Kőváry Károly               | piarista szerzetes, matematikatanár, iskolaigazgató                                        | 079 |        |
| március 12. | Howard Fast                 | amerikai író                                                                               | 088 |        |
| március 12. | Zoran Đinđić                | szerb miniszterelnök                                                                       | 050 |        |
| március 10. | Naftali Temu                | olimpiai bajnok (1968) kenyai atléta, hosszútávfutó                                        | 057 | –      |
| március 10. | Ottorino Volonterio         | svájci autóversenyző                                                                       | 085 | –      |
| március 9.  | Bernard Dowiyogo            | naurui politikus, elnök (1976–1978 és 1989–1995 és 1996 és 1998–1999 és 2000–2001 és 2003) | 057 | –      |
| március 8.  | José Manuel Blecua Teijeiro | spanyol filológus                                                                          | 090 |        |
| március 8.  | Karen Morley                | amerikai színésznő (Madelon Claudet bűne)                                                  | 093 |        |
| március 6.  | Mádi Szabó Gábor            | színművész                                                                                 | 080 |        |
| március 4.  | Sébastien Japrisot          | francia író, forgatókönyvíró (Ég veled, barátom!), filmrendező                             | 071 |        |
| március 3.  | Horst Buchholz              | német színész                                                                              | 069 |        |
| március 1.  | Nagy Géza                   | szobrász                                                                                   | 082 | –      |

## Február
| Dátum       | Név                       | Foglalkozás / tisztség                                | Kor | Forrás |
| ----------- | ------------------------- | ----------------------------------------------------- | --- | ------ |
| február 28. | Fidel Sánchez Hernández   | salvadori politikus, államelnök (1967–1972)           | 085 |        |
| február 27. | Wolfgang Larrazábal       | venezuelai katonatiszt, politikus, államelnök (1958)  | 091 | –      |
| február 27. | Fred Rogers               | amerikai televíziós műsorvezető, író, producer        | 074 | –      |
| február 26. | Christian Goethals        | belga autóversenyző                                   | 074 | –      |
| február 25. | Alberto Sordi             | olasz színész                                         | 082 |        |
| február 23. | Christopher Hill          | brit történész, az MTA tiszteleti tagja               | 091 |        |
| február 23. | Robert K. Merton          | amerikai szociológus                                  | 092 |        |
| február 22. | Daniel Taradash           | amerikai forgatókönyvíró Most és mindörökké           | 090 |        |
| február 21. | Eddie Thomson             | skót labdarúgó, labdarúgóedző                         | 055 | –      |
| február 20. | Maurice Blanchot          | francia író, irodalomkritikus, filozófus              | 095 |        |
| február 20. | Jerzy Passendorfer        | lengyel filmrendező                                   | 079 |        |
| február 19. | Johnny Paycheck           | amerikai countryzenész, énekes, dalszerző             | 064 |        |
| február 17. | Rózsa Andor               | sakkfeladványszerző                                   | 089 |        |
| február 16. | Kiss Lajos                | nyelvész                                              | 080 |        |
| február 15. | Ċensu Apap                | máltai szobrász                                       | 093 | –      |
| február 13. | Walt Rostow               | amerikai közgazdász, nemzetbiztonsági tanácsadó       | 086 |        |
| február 10. | Edgar de Evia             | amerikai fotográfus                                   | 092 |        |
| február 7.  | Augusto Monterroso        | guatemalai író                                        | 081 |        |
| február 7.  | Malcolm Roberts           | angol popénekes                                       | 058 | –      |
| február 6.  | José Craveirinha          | Camões-díjas mozambiki költő                          | 080 |        |
| február 3.  | Lana Clarkson             | amerikai modell és színésznő                          | 040 |        |
| február 2.  | Gál József                | világbajnok birkózó                                   | 084 |        |
| február 2.  | Lou Harrison              | amerikai zeneszerző                                   | 085 |        |
| február 2.  | Jugucsi Eizó              | japán válogatott labdarúgó                            | 057 | –      |
| február 1.  | Michael Phillip Anderson  | amerikai űrhajós, alezredes                           | 043 | –      |
| február 1.  | David McDowell Brown      | amerikai űrhajós, kapitány                            | 046 | –      |
| február 1.  | Kalpana Chawla            | indiai-amerikai űrhajósnő                             | 040 | –      |
| február 1.  | Laurel Blair Salton Clark | amerikai orvos, űrhajósnő, kapitány                   | 041 | –      |
| február 1.  | Richard Douglas Husband   | amerikai pilóta, űrhajós                              | 045 | –      |
| február 1.  | William Cameron McCool    | amerikai pilóta, űrhajós                              | 041 | –      |
| február 1.  | Ílán Rámón                | izraeli űrhajós                                       | 048 | –      |
| február 1.  | Mongo Santamaría          | kubai ütőhangszeres zenész, zenekarvezető, komponista | 080 |        |

## Január
| Dátum      | Név                   | Foglalkozás / tisztség                                                                                             | Kor | Forrás |
| ---------- | --------------------- | --- | --- | ------ |
| január 31. | Imreh István          | erdélyi magyar történész, szociológus, az MTA külső tagja                                                          | 083 |        |
| január 29. | I Juhjong             | dél-koreai labdarúgó                                                                                               | 092 | –      |
| január 29. | Kákosy László         | egyiptológus, egyetemi tanár, a Magyar Tudományos Akadémia tagja                                                   | 070 |        |
| január 28. | Miloš Milutinović     | jugoszláv-szerb labdarúgó                                                                                          | 069 | –      |
| január 27. | Rotter Emília         | világbajnok műkorcsolyázó                                                                                          | 096 |        |
| január 26. | Hans Jacob Debes      | feröeri író, történész                                                                                             | 062 | –      |
| január 26. | Annemarie Schimmel    | német iszlámkutató                                                                                                 | 080 |        |
| január 26. | Hugh Trevor-Roper     | brit történész | 089 |        |
| január 25. | Ilku Marion József    | festő, grafikus | 069 |        |
| január 23. | Nell Carter           | amerikai színésznő, énekesnő                                                                                       | 054 |        |
| január 23. | Pécsi Márton          | állami és Széchenyi-díjas földrajztudós, geomorfológus, térképész, a földrajztudomány doktora, az MTA rendes tagja | 079 |        |
| január 23. | Sheldon Reynolds      | amerikai forgatókönyvíró, filmrendező, producer                                                                    | 079 |        |
| január 22. | Kovács István         | labdarúgó, csatár (Győri ETO)                                                                                      | 087 |        |
| január 20. | David Battley         | angol színész (Támadás a Krull bolygó ellen)                                                                       | 067 |        |
| január 17. | Richard Crenna        | amerikai színész (Rambo – Első vér)                                                                                | 076 |        |
| január 16. | Vázsonyi Bálint       | zongoraművész, író                                                                                                 | 066 |        |
| január 12. | Fukaszaku Kindzsi     | japán forgatókönyvíró, filmrendező                                                                                 | 072 |        |
| január 12. | Leopoldo Galtieri     | argentin diktátor                                                                                                  | 076 |        |
| január 12. | Maurice Gibb          | angol zenész (Bee Gees)                                                                                            | 053 |        |
| január 11. | Maurice Pialat        | francia rendező | 077 |        |
| január 10. | C. Douglas Dillon     | amerikai politikus, diplomata, pénzügyminiszter                                                                    | 093 |        |
| január 10. | Mócsy László          | jogász, szakíró, egyetemi tanár                                                                                    | 077 | –      |
| január 5.  | Massimo Girotti       | olasz színész (Megszállottság, Médea)                                                                              | 084 |        |
| január 5.  | Roy Jenkins           | walesi politikus, az Európai Bizottság elnöke (1977–1981)                                                          | 082 |        |
| január 3.  | Josep Maria Gironella | spanyol-katalán író                                                                                                | 085 |        |
| január 3.  | Kádár Flóra           | színművész | 074 | –      |
| január 3.  | Monique Wittig        | francia író, filozófus, feminista és LMBT-aktivista                                                                | 067 |        |
| január 1.  | Giorgio Gaber         | olasz énekes-zeneszerző, színész és színpadi szerző                                                                | 063 | –      |

## Állatok
| Dátum        | Név   | Foglalkozás / tisztség                                                 | Kor | Forrás |
| ------------ | ----- | ---------------------------------------------------------------------- | --- | ------ |
| december 12. | Keiko | kardszárnyú delfin, a Szabadítsátok ki Willyt! című film címszereplője | 027 |        |
| február 14.  | Dolly | birka, a világ első klónozott emlőse                                   | 06  |        |